# Overdose (Pferd)
Overdose (* 2. April 2005 in Nottinghamshire, Großbritannien; † 1. Juli 2015 in Hamburg, Deutschland) war ein englisches Vollblut-Rennpferd. Zwölf Mal startete er auf der Rennstrecke des Kincsem Parks in Budapest. Bis August 2010 gewann er 14 seiner 15 Rennen. Sein 15. Sieg im 16. Rennen über 1000 Meter gelang ihm am 17. April 2011 auf der Galopprennbahn Hoppegarten, wobei er den seit 18 Jahren bestehenden Bahnrekord für die 1000-Meter-Strecke dabei um 0,7 Sekunden auf 57,1 Sekunden verbesserte. Am 21. Mai 2011 reichte es allerdings in Haydock Park (Großbritannien) nur zu einem Platz im Mittelfeld. Bei einem weiteren Start in Ascot am 14. Juni 2011 erreichte der Hengst nach einem starken Start den 4. Platz in den King’s Stands Stakes. Er beendete seine Karriere mit einem Sieg in Italien.
Aufgrund immer wiederkehrender Hufprobleme und Verletzungen fiel Overdose oft aus und hatte eine zweijährige Pause, nachdem er beim Beschlagen vernagelt worden war. Ab Beginn 2015 war er als Deckhengst auf dem Vollblutgestüt Lindenhof aufgestellt, die Decktaxe lag bei 4000 Euro. Am 1. Juli 2015 verstarb er an den Folgen einer Kolik.
Der Hengst wurde in Großbritannien gezüchtet. Zoltán Mikóczy kaufte ihn eher zufällig im November 2006 für 2500 Euro. Overdoses Trainer war Sándor Ribárszki. Im Jahr 2008 wurde mit Overdose erstmals ein Pferd zum „Sportler des Jahres“ in Ungarn gekürt.
Overdose war bekannt für seinen eigenartigen Galoppstil, da er während eines Rennens ungewöhnlich oft von Rechts- auf Linksgalopp die Beine wechselte. Zudem neigte er dazu, die Vorderbeine leicht zu kreuzen, was öfters dazu führte, dass er sich beim Galoppieren selbst kleine Verletzungen beibrachte.
Seine Mutter Our Poppet lief am 19. Oktober 1999 in Lingfield nur ein Rennen, dort wurde sie Siebte. Der Vater ist Starborough.